# Dubravka Šuica
Dubravka Šuica (Dubrovnik, 20 mei 1957) is een Kroatische politicus van de christendemocratische partij HDZ. Sinds 1 december 2019 is zij vicevoorzitter en Europees commissaris voor Democratie en Demografie in de commissie van Ursula von der Leyen.

## Biografie (beknopt)
Šuica studeerde in 1981 af aan de Universiteit van Zagreb met een specialisatie in de Engelse en Duitse taal. Na haar studie werkte ze achtereenvolgens als lerares op een middelbare school en als professor op de Universiteit van Dubrovnik. In 1990 sloot Šuica zich aan bij de Kroatische Democratische Unie (HDZ). Acht jaar later werd ze gekozen als voorzitter van de HDZ-afdeling in Dubrovnik. Šuica werd meerdere keren herkozen. Tussen 2001 en 2009 was ze namens de HDZ burgemeester van Dubrovnik. Haar ambtstermijn werd overschaduwd door controverses, onder meer omdat haar persoonlijke vermogen aanzienlijk toenam gedurende deze periode. Šuica's huidige vermogen wordt geschat op vijf miljoen euro.
Na de toetreding van Kroatië tot de Europese Unie in 2013 werd Šuica gekozen tot lid van het Europees Parlement. Ze werd herkozen in 2014 en 2019. Als parlementslid stemde Šuica onder meer tegen wetgeving met betrekking tot gendergelijkheid en sancties tegen Hongarije en Polen. Deze standpunten compliceerde haar benoeming tot Europees commissaris namens Kroatië in de Commissie-Von der Leyen. Met name omdat Šuica belast zou worden met de portefeuilles democratie en demografie. Uiteindelijk kreeg ze toch de goedkeuring van het Europees Parlement na een hoorzitting op 3 oktober 2019.
Josep Borrell · 
Thierry Breton (tot 16 september 2024) · 
Helena Dalli · 
Valdis Dombrovskis · 
Elisa Ferreira · 
Marija Gabriel (tot 15 mei 2023) · 
Paolo Gentiloni ·  
Johannes Hahn · 
Iliana Ivanova (vanaf 19 september 2023) · 
Ylva Johansson · 
Věra Jourová · 
Wopke Hoekstra (vanaf 5 oktober 2023) · 
Phil Hogan (tot 26 augustus 2020) · 
Stella Kyriakidou · 
Janez Lenarčič · 
Ursula von der Leyen · 
Mairead McGuinness (vanaf 12 oktober 2020) · 
Didier Reynders · 
Margarítis Schinás · 
Nicolas Schmit · 
Maroš Šefčovič · 
Kadri Simson · 
Virginijus Sinkevičius · 
Dubravka Šuica · 
Frans Timmermans (tot 22 augustus 2023) ·   
Jutta Urpilainen · 
Adina-Ioana Vălean · 
Olivér Várhelyi · 
Margrethe Vestager · 
Janusz Wojciechowski
- Gemeinsame Normdatei: 1194445764
- Virtual International Authority File: 305585043